# Carmen Temprano Salorio
Carmen Temprano Salorio, conocida con el sobrenombre de A Moza, (Sada, 11 de noviembre de 1926-Zas (Negreira), 5 de marzo de 1949), fue una guerrillera antifranquista española.

## Trayectoria
Al descubrirse la relación que mantenía con José María Castelo Mosquera decidió unirse a la guerrilla como integrante del grupo de Juan Couto Sanjurjo conocido como Simeón. El 21 de julio de ese año resultó herida en Beldoña (Abegondo) en un tiroteo con la Guardia Civil, la misma noche en que se incendió la casa del ayuntamiento de Abegondo a causa de un ataque. 
Formaba parte del Destacamento “Manolito Bello”, que pertenecía a la IV Agrupación del Ejército Guerrillero de Galicia. El 5 de marzo de 1949, tras tres meses en el mismo punto de apoyo, fue descubierta por la Guardia Civil en una casa de la familia Teiga, en Zas, Negreira. Junto a ella estaban José María Castelo Mosquera "Doctor", jefe del Destacamento; Vicente Peña Tarrasa, comisario político; Manuel Pena Camino y Manuel Ramiro Souto. Inmediatamente comenzó un intenso tiroteo resultando herido un guardia civil. Aunque inicialmente los guerrilleros lograron escapar de la vivienda, Carmen Temprano fue gravemente herida poco después. Según las informaciones registradas por los propios guerrilleros, su compañero José María Castelo Mosquera "Doctor" la remató para evitar su captura. En su huida fueron sorprendidos en los montes de Páramos donde murieron. Se les había unido Manuela Teiga, sobrina de la dueña de la casa, ante el temor a las represalias. Solo Manuel Ramiro Souto logró salvar la vida aunque murió tres años más tarde en otro choque contra la Guardia Civil de Mesía.
Los restos mortales de los guerrilleros fueron localizados en una fosa común junto a la Iglesia de Santa María de Páramos en octubre de 2016. 

## Reconocimientos
Su nombre es uno de los 600 nombres recogidos como víctimas de la Guerra Civil y de los años de la represión franquista en los concellos de la comarca coruñesa. Están grabados en cinco piedras de granito que forman el monumento Xérmolos de Paz e Liberdade. Junto a ella se incluyen el nombre de otras ocho mujeres: Juana Capdevielle, María Bello Paz, Antonia Blas Fernández, Mercedes Romero Abella, María Otero González,  África Maridolas Tojo, María González González y Topacio González Pérez.